# Bobovo, Pljevlja
Bobovo este un sat din comuna Pljevlja, Muntenegru. Conform datelor de la recensământul din 2003, localitatea are 101 locuitori (la recensământul din 1991 erau 207 locuitori).

## Demografie
În satul Bobovo locuiesc 85 de persoane adulte, iar vârsta medie a populației este de 48,2 de ani (44,8 la bărbați și 51,7 la femei). În localitate sunt 35 de gospodării, iar numărul mediu de membri în gospodărie este de 2,89.
Această localitate este populată majoritar de sârbi (conform recensământului din 2003).
|  |

| Demografie | Demografie | Demografie |
| An         | Locuitori  | Locuitori  |
| ---------- | ---------- | ---------- |
|            |            |            |
|            |            |            |
|            |            |            |
|            |            |            |
| 1948       | 387        |            |
| 1953       | 424        |            |
| 1961       | 430        |            |
| 1971       | 368        |            |
| 1981       | 292        |            |
| 1991       | 207        | 207        |
| 2003       | 101        | 101        |

| \| Componența etnică conform recensământului din 2003[2] \| Componența etnică conform recensământului din 2003[2] \| Componența etnică conform recensământului din 2003[2] \| Componența etnică conform recensământului din 2003[2] \| Componența etnică conform recensământului din 2003[2] \| \| ----------------------------------------------------- \| ----------------------------------------------------- \| ----------------------------------------------------- \| ----------------------------------------------------- \| ----------------------------------------------------- \| \| \| \| \| \| \| \| Sârbi \| Sârbi \| \| 72 \| 71,28% \| \| Muntenegreni \| Muntenegreni \| \| 24 \| 23,76% \| \| necunoscută \| necunoscută \| \| 0 \| 0% \| |              |  |    |        |
| Componența etnică conform recensământului din 2003 |              |  |    |        |
| |              |  |    |        |
| Sârbi | Sârbi        |  | 72 | 71,28% |
| Muntenegreni | Muntenegreni |  | 24 | 23,76% |
| necunoscută | necunoscută  |  | 0  | 0%     |